# Spilśnianie

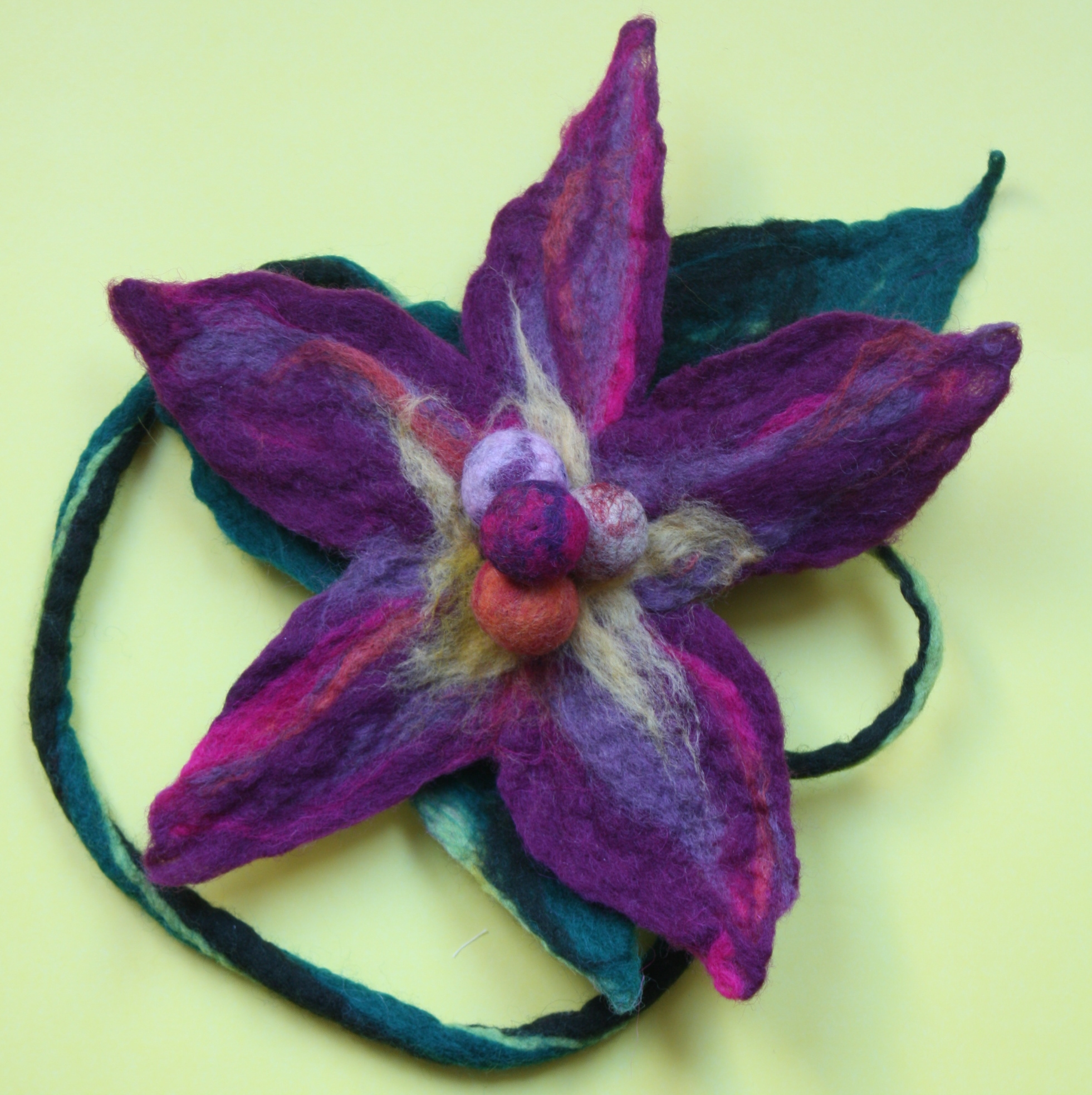
Kwiat wykonany techniką spilśniania

Spilśnianie – proces łączenia włókien w zwartą masę, w którym wykorzystuje się naturalne właściwości włókien zwierzęcych (wełny, sierści), roślinnych (ścieru drzewnego) i niektórych włókien sztucznych do tworzenia między sobą połączeń. 
Przy wyrabianiu filcu połączenia te dodatkowo wzmacnia zastosowanie w procesie pilśnienia gorącej pary wodnej, słabych roztworów kwasów lub zasad i dużego nacisku lub tarcia. Nacisk uzyskuje się przez ubijanie lub walcowanie wilgotnej warstwy włókien lub tkaniny. Spilśnianie odbywa się na maszynach zwanych spilśniarkami lub foluszami, a proces spilśniania nazywa się filcowaniem lub folowaniem. W drodze folowania tkanin otrzymuje się sukna i filce.
Proces spilśniania ma miejsce także w produkcji papieru.